# Оперативная хирургия
Оперативная хирургия — наука о хирургическом инструментарии, о хирургических операциях, методах хирургических вмешательств, суть которых сводится к механическому воздействию на органы и ткани с диагностической, лечебной или восстановительной целью.
Оперативная хирургия изучает, разрабатывает и внедряет в клиническую хирургию оперативные доступы и оперативные приемы с учетом предоперационной подготовки, технического выполнения самой операции и особенностей послеоперационного периода. Большинство хирургических операций предусматривает обнажение органа, части его или другого анатомического образования и хирургическое вмешательство .
При этом хирурги должны учитывать анатомическую доступность, техническую возможность и физиологическую дозволенность операции — принципы, сформулированные выдающимся хирургом Н. Н. Бурденко.
Основоположником оперативной хирургии и топографической анатомии в Российской империи является Н. И. Пирогов.